# لويس فون آن
لويس فون آن (Luis von Ahn) ولد عام 1979 في غواتيمالا ويعيش حالياً في الولايات المتحدة. هو من رواد التعهيد والحشد الجماعي ومؤسس نظام كابتشا وري كابتشا الذي بيع لجوجل عام 2009. أبحاثه الجامعية تتعلق باختبارات كابتشا والحوسبة البشرية مما أدى إلى اكتسابه شهرة عالمية وحفاوة كبيرة. تم منحه العديد من الجوائز منها «زمالة ماك آرثر» (تسمى منحة العبقرية) عام 2006 وقدرها 500,000 دولار أمريكي. سمته مجلة ديسكفر واحد من أفضل 50 عقل في العلوم. إختارته سيجلو فينتنيو وهي واحدة من أكبر الصحف في غواتيمالا كشخصية العام في عام 2009، وفي عام 2011 أطلقت عليه مجلة فورين بوليسي الإسبانية المثقف الأكثر تأثيراً في أمريكا اللاتينية وإسبانيا. عرض عليه العمل من قبل بيل جيتس شخصيا لكنه رفض حبا لعمله كمدرس حاسوب.

## السيرة
ولد فون آن في مدينة غواتيمالا عام 1979 ونشأ بها ويقيم الآن في الولايات المتحدة. درس في المدرسة الإمريكية بغواتيمالا وتخرج فيها عام 1996. حصل على الماجستير في الرياضيات من جامعة ديوك عام 2000. وحصل على الدكتوراة من جامعة كارنيغي ميلون عام 2005 تحت إشراف أستاذه مانويل بلوم. يشغل الآن منصب أستاذ مساعد مساعد في قسم علوم الحاسوب في جامعة كارنيغي ميلون.

## أبحاثه وأعماله
أبحاث فون آن الأولى كانت في مجال علم التشفير، هو ومعه نيكولاس جي هوبير وجون لانجفورد أول من قام بوضع تعريف دقيق لمصطلح إخفاء المعلومات. في عام 2000 قام بالعمل مع مانويل بلوم على نظام كابتشا وهو اختبار تلقائي للتمييز بين الإنسان والحاسوب يكون الإنسان قادر على اجتيازه لكن لا يستطيع الحاسوب ذلك. وهذا النظام تستخدمه المواقع لمنع برامج الحاسوب من الوصول لمعلومات أو عمل هجمات ضارة مثل القيام بالتسجيل وإنشاء عدد كبير من الحسابات الوهمية. وكان مشروع كابتشا هو من أوصل فون آن للشهرة نتيجة تغطية العديد من الجرائد لهذا المشروع مثل نيو يورك تايمز، أمريكا اليوم، ديسكوفري تشانيل، نوفا سينس ناو وغيرهم.
رسالة فون آن في الدكتوراة أكتملت عام 2005 وكانت أول من تستخدم مصطلح «الحوسبة البشرية» الذي عَرفّها بالطرق التي تجمع القوة العقلية للإنسان مع الحاسوب لحل مشاكل لم يستطيع أحداهما حلها بمفرده. رسالته إيضاً أول من أشتملت على مفهوم «ألعاب لها غاية» والذي يعني ألعاب يقوم بلعبها الإنسان لكنها تنتج فائدة ومن أشهر الأمثلة لعبة أي اس بي وهي لعبة إنترنت يجتمع فيها مستخدمين أثنين بطريقة عشوائية ولا يمكنهما التواصل وتظهر لهما صورة فيقوم كل مستخدم فيهما بوصفها في عدة كلمات أو عبارات خلال وقت محدد، ويتم مكافئتهما بنقاط. وهكذا يتم توفير وصف دقيق لهذه الصور مما يساعد على توفير قاعدة بيانات دقيقة لمحركات بحث الصور. قامت جوجل بترخيص اللعبة تحت اسم أوسمة صور جوجل (بالإنجليزية Google Image Labeler) وأستخدمته للمساعدة في تحسين خدمة جوجل لبحث الصور. وهذه اللعبة جعلت الصحافة تلقي الضوء أكثر على فون آن. وفازت رسالته على جائزة أفضل رسالة دكتوراة من قسم علوم الحاسوب بجامعة ميلون كارينجي.
في عام 2006 قام فون آن بحديث مع جوجل حول الحوسبة البشرية شاهده أكثر من مليون شخص.
في عام 2007 قام بتصميم نظام ري كابتشا وهي تطوير لكابتشا الميزة إنها زيادة عن كونها اختبار للتمييز بين الإنسان والحاسوب فهي تساعد على تحويل الكتب الورقية إلى نسخ رقمية عن طريق عرض صورة تحتوي على كلمة الاختبار بالإضافة إلى كلمة من كتاب قديم ممسوح ضوئياً ولم تتمكن تقنية التعرف على الحروفمن قرائتها فيقوم حينئذ المستخدم بكتابتها. حالياً أكثر من 100,000 موقع يستخدم ريكابتشا ويتم عرض أكثر من 40 مليون صورة ري كابتشا يومياً.
في عام 2011 بدأ في العمل على مشروع ديولنجو وهو موقع لتعلم اللغات مجاناً يهدف إلى تعاون ملايين المستخدمين إلى ترجمة الويب لكل اللغات المشهورة. وذكر فون آن أنه مهتم بهذا المشروع جداً ومتفرغ له بسبب أهميته في كونه مشروع تعليمي يخدم جميع البشر وأبناء بلده الصغير غواتيمالا حيث لا يتوفر للجميع المال لتعلم اللغات، كما أنه يهدف إلى توفير المعرفة بكل اللغات المشهورة عن طريق الترجمة. تم افتتاح الموقع في شهر يونيو من عام 2012 وبعد مرور عام بتاريخ يونيو 2013 كان هناك 4 ملايين مستخدم له.

## التدريس
يقوم فون آن بالتدريس في جامعة كارينجي ميلون منذ عام 2005، ويتميز بطريقة مميزة في التدريس لذلك حصل من الجامعة على جائزتين. من أسماء المناهج التي قام بشرحها: «الأفكار النظرية العظيمة في علوم الحاسوب»، «الذكاء الاصطناعي»، «علوم الحاسوب». أشرف فون آن على بعض رسائل الدكتوراة للخريجين كما أشرف على بعض مشاريع الطلاب الغير خريجين وذلك في قسم علوم الحاسوب وأقسام آخرى في جامعة كارنيغي ميلون.

## الجوائز والتكريم
حصل فون آن على العديد من الجوائز والتكريمات من أهمها:
- جائزة زمالة ماك آرثر (تُسمى منحة العباقرة) والتي تُمنح كل عام لعدد في حدود من 20 إلى 40 من مواطني الولايات المتحدة أو المقيمين بها، وهي قدرها 500,000 دولار أمريكي وذلك عام 2006
- زمالة سلون عام 2009
- جائزة جريث ميوراي هوبر من رابطة مكائن الحوسبة لمن هو لديه 35 عام أو أقل وقام بعمل إنجاز عظيم في مجال الحوسبة وذلك عام 2012
- جائزة الرئاسة للمشاريع المبكرة للعلماء والمهندسين، وهي أعلى جائزة تقدمها حكومة الولايات المتحدة لمواطينها أو المقيمين وذلك عام 2012
- جائزة المهنة من المنظمة العالمية للعلوم عام 2011
- سمته مجلة فورين بوليسي المثقف الأكثر تأثيراً في أمريكا اللاتينية وأسبانيا عام 2011
- سمته مجلة ديسكوفير واحد من أفضل 50 عقل في العلوم عام 2008
- سمته مجلة فاست كومباني واحد من أفضل 100 شخص مبتكر في مجال الأعمال عام 2010

## روابط خارجية
- موقعه الشخصي الذي يحتوي على حساباته في المواقع الاجتماعية وأهم أعماله وأهم لقائاته وسيرته المهنية.
- لويس فون آن على تويتر
- موقع ديولنجو لتعلم اللغات مجاناً وترجمة الويب
- حديث فون آن في مؤتمر تيد